# سالی بزرگ
سالی بزرگ روستایی در قسمت علیای کرگاه شرقی خرم آباد که ساکنان اولیه آن  طایفه های دریکوند وبالاگریوه ائم از شورابی(شوراوی),یعقوبوند(یاقون)زینی،زینی وند بیرانوند،پاپی و طایفه بازگیر ،میر کولچپی وبیرانوند,پاپی،بازگیر،میر،کولچپی،کیرفوند،جمالدی,حسنوند,سید(خلفوند)،سگوند،بهاروندو...
سالی از ایل دیرکوند وبودهبوده اندکهکه درلهجه عامیانه صالح مقلوب به سالی شده است به طور مثال اسم محمدصالح در محاورات عامیانه مَسالی تلفظ میشود

## جمعیت
این روستا در دهستان کرگاه شرقی قرار دارد و براساس سرشماری مرکز آمار ایران در سال ۱۳۸۵، جمعیت آن ۸۸۳ نفر (۱۶۲خانوار) بوده‌است.